# Ed Koch
Edward Irving Koch (IPA: /kɒtʃ/, New York, 1924. december 12. – New York, 2013. február 1.) amerikai politikus, New York polgármestere, kongresszusi képviselő.

## Élete
Koch szülei, Louis és Joyce Silpe Koch, lengyelországi zsidó bevándorlók voltak. Edward Newarkban járt középiskolába, majd elvégzett két évet a manhattani City College-ban, de tanulmányait félbe kellett hagynia, amikor 1943-ban besorozták katonának. Európában harcolt, majd a háború végeztével – mivel tudott németül – Bajorországban szolgált, részt vett a közigazgatás nácimentesítésében. 1946-ban szerelt le.
A katonai szolgálat után jogi végzettséget szerzett a New York Universityn, és 1949-től két évtizeden át ügyvédként dolgozott. 1963-ban három kollégájával megalapította a Koch, Lankenau, Schwartz & Kovner ügyvédi munkaközösséget.
1969-ben politikai pályára lépett, és demokrata párti képviselő lett a kongresszusban. Négyszer választották újra, de az ötödik ciklusban lemondott, miután elnyerte a New York-i polgármesteri posztot.

## Polgármesterként

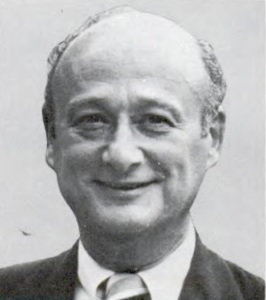
Ed Koch 1977-ben

Koch 1978-ban lett New York polgármestere, miután 1977 novemberében a választáson legyőzte az előző polgármestert, Abraham Beame-et. Ezután még kétszer újraválasztották (1981-ben és 1985-ben), elsöprő többséggel. 1989-ben azonban a demokrata párti előválasztáson alulmaradt David Dinkinsszel szemben, aki aztán elnyerte a polgármesteri címet.
Koch New York élén eltöltött tizenkét évének első számú sikere a csőd szélén álló város gazdasági egyensúlyának helyreállítása volt. Polgármestersége alatt a városban megtiltották a szexuális irányultságon alapuló munkahelyi diszkriminációt. Sok ezer új lakás épült, és számos elhagyott, lepusztult épületet felújítottak. Elmondása szerint különösen büszke volt a közlekedési dolgozók 1980-as sztrájkja alatt megmutatkozott vezetői stílusára.
Ugyanakkor Koch konfrontatív viselkedésével időről időre magára haragította az embereket. Vezetése alatt a városban magas volt a hajléktalanok száma, nőtt a kábítószerezés, komoly probléma volt az AIDS és legfőképpen súlyos volt a korrupció a városvezetésben. A Koch-korszakra árnyat vetettek a faji alapú zavargások is, különösen a bensonhursti és Howard Beach-i gyilkosságok.

## A politikai pályafutás után
Koch, aki 66 évesen távozott a polgármesteri hivatalból, aktív maradt a politikai pályafutása végeztével is. Visszatért a jogi pályára, de emellett gyakran szerepelt a médiában kommentátorként, reklámarcként, és a kilencvenes évek végén még egy bírósági valóságshowban is szerepelt két évig.
Élete során tizenhét könyvet publikált.
Annak ellenére, hogy Koch egész életében a Demokrata Párthoz tartozott, több ízben támogatott republikánus politikusokat, köztük Rudolph W. Giulianit, Michael Bloomberget, sőt George W. Busht is.

## Zsidó identitása
Koch életében és gondolkodásában meghatározó szerepet játszott a zsidósága. Szülei zsidók voltak, és ő maga is zsidó iskolába járt. Amikor a második világháború után Németországban szolgált, ellátogatott Dachauba és Auschwitzba is. A főbb ünnepeken ortodox zsinagógába járt. Odaadó támogatója volt Izraelnek, és fellépett a szovjetunióbeli zsidók elnyomása ellen. Sírkövére Daniel Pearl utolsó szavait vésette: „Apám zsidó, anyám zsidó, zsidó vagyok”.

## Halála
Idős korában Koch szívproblémákkal küzdött. Szívritmus-szabályozót kapott, és 2009-ben négyszeres bypass műtétet hajtottak végre a szívén. 2013 február 1-jén, a hajnali órákban, szívelégtelenségben halt meg a New York-i Presbyterian/Columbia kórházban. Nyolcvannyolc évet élt.